# (15785) de Villegas
(15785) de Villegas ist ein Asteroid des Hauptgürtels, der am 18. August 1993 vom belgischen Astronomen Eric Walter Elst am Observatoire de Calern in Südfrankreich entdeckt wurde.
Benannt wurde er am 9. Februar 2009 zu Ehren von Esteban Manuel de Villegas, einem spanischen Dichter des 17. Jahrhunderts und Jean-Baptiste de Villegas, einem Mitglied der Gezelschap van den Heiligen Bloede im belgischen Brügge.